# Apogon endekataenia
Apogon endekataenia es una especie de pez de la familia de los apogónidos en el orden de los perciformes.

## Morfología
Los machos pueden alcanzar los 14 cm de longitud total.

## Distribución geográfica
Se encuentran en el Pacífico occidental: desde la bahía de Tokio (Japón) hasta Taiwán y Samoa.